# Бахыт-Компот
«Бахы́т-Компо́т» — советский и российский музыкальный коллектив, лидером которого является Вадим Степанцов.

## История
История группы берёт начало в 1989 году, когда Вадим Степанцов и Константин Григорьев начали исполнять на Арбате собственные песни. Затем они поехали на отдых на озеро Балхаш (Казахстан), где появилось название «Бахыт-компот» (слово «бахыт» означает на казахском «счастье»), а также песни «Девушка по имени Бибигуль», «Анархистка», «Пьяная помятая пионервожатая». После возвращения в Москву, к ним присоединился Юрий Спиридонов.
Дебютное выступление состоялось в Череповце на фестивале «Рок-акустика» в январе 1990 года. На следующий день после выступления Степанцов был арестован за употребление нецензурных выражений в общественном месте. В тот же день состоялся суд, по итогам которого Степанцов дал подписку, что не будет употреблять нецензурных выражений в городе Череповец, и был отпущен. В том же году был выпущен дебютный альбом «Кисло». В июне 1990 года состоялся эфир на радио BBC в программе Севы Новгородцева. Затем последовало участие в «Программе „А“» и «Новой Студии».
К весне 1991 года состав расширился. На фестивале Московской рок-лаборатории «Бахыт-компот» были признаны лучшей группой. Журналом «Давай-давай» музыканты были признаны лучшей группой года.
Группа «Бахыт-Компот» занимает фундаментальное место в отечественном роке 90-х — 2000-х.
Группа выступила в программе «Эх, Семёновна!» (всероссийский конкурс частушечников) под названием «Куртуазные маньеристы», но в выпуске уступила коллективам «Нерастанные» (Чехов) и «Играй, гармонь» (Ярославль).

## Состав
Коллектив постоянно менял состав, единственным постоянным участником является вокалист Вадим Степанцов.
В разное время также в составе коллектива были:
- Константин Кутузов — барабаны;
- Виталий Кутузов — бас;
- Алексей Шабанов — бас;
- Андрей («Ренат») Качанов — барабаны;
- Максим Степанов — гитара;
- Андрей Иванов — гитара;
- Леонид Зинковский — аккордеон;
- Дмитрий Куликов — гитары;
- Александр Куницын — гитары;
- Роберт Ленц;
- Константин Меладзе — клавишные;
- Ким Брейтбург — клавишные;
- (?) Лемюэль Амбидекстр — ударные (судя по хронологии, псевдоним Андрея Качанова);
- Сергей Кумин — гитара;
- Эдуард Платонов — клавишные.
- Андрей Близнюк — гитара;
- Дмитрий Талашов — клавиши

Современный состав:
- Вадим Степанцов — вокал;
- Ян Комарницкий — электро-гитара;
- Андрей Ежелев — балалайка, жалейка, варган;
- Олег Сафонов — бас-гитара, бэк-вокал;
- Алексей Блохин — клавиши;
- Эдуард Дербинян — ударные[4].

22 декабря 2008 года от сердечного приступа скончался один из основателей коллектива, член «Ордена куртуазных маньеристов» Константэн Григорьев.

## Дискография

### Студийные альбомы
| Дата релиза | Название                      |
| ----------- | ----------------------------- |
| 1991        | Кисло                         |
| 1992        | Охота на самку человека       |
| 1995        | Пьяная-помятая пионервожатая  |
| 1996        | Раздень меня по телефону      |
| 1997        | Страшнее бабы зверя нет       |
| 1999        | Бог, клубника и павлин        |
| 2002        | Все девчонки любят пацанов    |
| 2006        | Чурка и скинхед               |
| 2007        | 8-е марта — Дурацкий праздник |
| 2009        | Самые лучшие тёлки            |
| 2011        | Перезагрузка 2011             |
| 2014        | Полигимния                    |
| 2016        | Незнакомые явленья            |
| 2021        | Алёшенька живой!              |

### Бандит-Компот
| Дата релиза | Название        |
| ----------- | --------------- |
| 2003        | Stereoбандитизм |

### Сборники
| Дата релиза | Название                            |
| ----------- | ----------------------------------- |
| 2002        | Легенды русского рока               |
| 2002        | Лучшие баллады в алфавитном порядке |
|             | Бахыт-Компот. MP3 коллекция         |

### Синглы
| Дата релиза | Название        |
| ----------- | --------------- |
| 2006        | Чурка и скинхед |

### Сольные проекты Вадима Степанцова
| Дата релиза | Название                                                         |
| ----------- | ---------------------------------------------------------------- |
| 1996        | Урки правят миром                                                |
| 1996        | Разные исполнители — Король Оранжевое Лето (песни В. Степанцова) |
| 2000        | Русский кибер-парень                                             |
| 2003        | Мясо & Пластмасса (4:00)                                         |
| 2007        | Великое и смешное                                                |

### Нетиражируемые издания
| Дата релиза | Название                                 |
| ----------- | ---------------------------------------- |
|             | Эротоман                                 |
| 1994        | Пьяная рожа                              |
| 1994        | Бахыт-Компот в «Секстоне»                |
| 1995        | День рождения Брежнева                   |
| 1996        | Концерт в клубе «Бедные люди» 10.06.1996 |
| 1999        | Новогодние консервы                      |

### Участие в других проектах
| Дата релиза | Название                                          |
| ----------- | ------------------------------------------------- |
| 2001        | ДМБ-2000 (аудиобоевик) — саундтрек к/ф — ДМБ-2000 |
| 2002        | ДМБ-001 (аудиобоевик) — саундтрек к/ф ДМБ-2001    |
| 2003        | Гражданская оборона. Трибьют. Часть 2             |
| 2004        | Рок-н-ролл надувает наши паруса                   |
| 2005        | Наивные песни                                     |
| 2005        | Трибьют Сектора Газа                              |